# NGC 68
NGC 68 (również PGC 1187 lub UGC 170) – galaktyka eliptyczna (E-S0), znajdująca się w gwiazdozbiorze Andromedy. Odkrył ją William Herschel 11 września 1784 roku.
Wraz z pobliskimi galaktykami NGC 67, NGC 67A, NGC 69, NGC 70, NGC 71 i NGC 72 tworzy grupę skatalogowaną pod nazwą Arp 113 w Atlasie Osobliwych Galaktyk.